# Henri d'Autriche (1828-1891)
Pour les articles homonymes, voir Henri d'Autriche.
Henri Antoine Marie Rainier Charles Grégoire de Habsbourg-Lorraine, archiduc d'Autriche (en allemand : Heinrich Anton Maria Rainer Karl Gregor von Habsburg-Lothringen, Erzherzog von Österreich), né à Milan le 9 mai 1828 et mort à Vienne le 30 novembre 1891 était un membre de la famille impériale Autrichienne. Il est un des fils de l'archiduc Rainier d'Autriche, vice-roi de Lombardie-Vénétie et de l'archiduchesse née princesse Élisabeth de Savoie-Carignan. 
Comme ses frères, l'archiduc Henri est Feldmarschalleutnant à l'armée et commandant de division. Il s'illustre notamment lors de la bataille de Custoza (1866). 
Contre le gré de l'empereur, Henri contracte en 1868 une union morganatique avec la cantatrice Léopoldine Hofmann (1842–1891). Ce mariage contrevenant aux règles de la maison Impériale, l'archiduc est exclu de la dynastie. Il perd son titre, ses droits à la succession au trône et quitte l'Autriche. 
Cependant, il est de nouveau reconnu comme membre de la famille en 1871. De son mariage naît une fille :
- Maria Rainiera (1872–1936), comtesse de Waldeck

∞ 1892 comte Enrico Lucchesi Palli, prince de Campofranco, comte della Grazia (1861–1924).
Sa femme est titrée comtesse de Waldeck en 1878.